# 430 West
430 West — лейбл, запущенный в 1991 году братьями Лоренсом, Лайнеллом, Лорном и Леннаем Бурденами (Lawrence, Lynell, Lorne, Lynell Burden) в Детройте и специализирующийся на выпуске Детройт-техно и хаус-музыки.

## История
Выпустив под псевдонимом Octave One свою первую пластинку «I Believe» на лейбле Transmat, братья Бурдены таким образом заложили фундамент для своего собственного лейбла, получившего название по названию улицы, на которой находится их студия.
На 430 West выпускается музыка самих Бурденов, под различными псевдонимами (Random Noise Generation, Octave One, Metro D и некоторые другие). Самым успешным синглом в истории лейбла считается трек «Black Water» от проекта Octave One.
Имеет подлейблы — Direct Beat и Hoodwax/ Blacksploit Recordings.
Более полное представление о музыкальной политике лейбла можно получить прослушав компиляцию «Embrace The Future Volume One», выпущенную бельгийским лейблом Buzz в 1992 году.